# لو شاتليه سور روتورن
لو شاتليه سور روتورن هي بلدية فرنسية تقع في إقليم الأردين في منطقة غراند إيست. 

## الأماكن والمعالم الأثرية

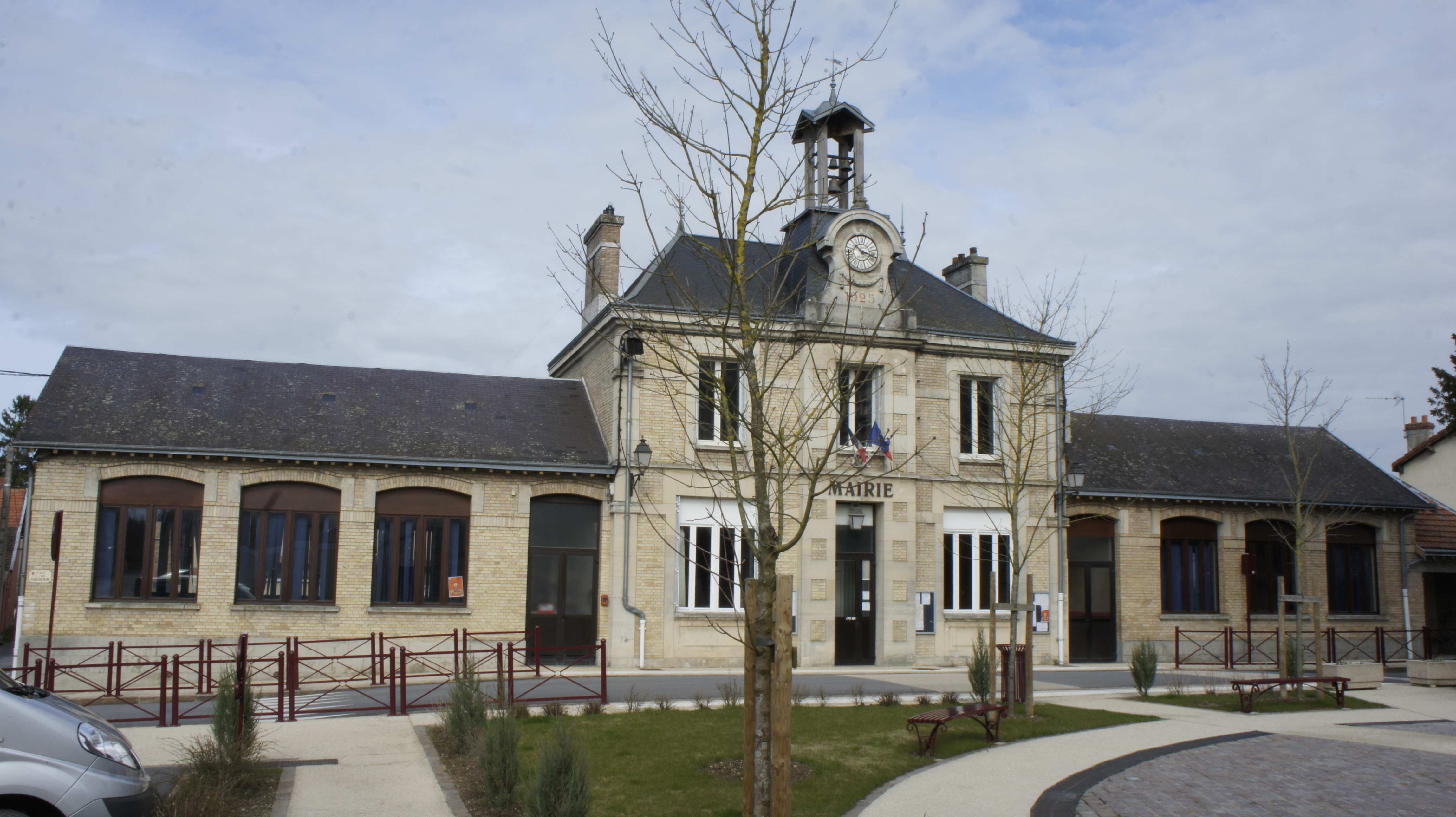
بيت الكومونة.
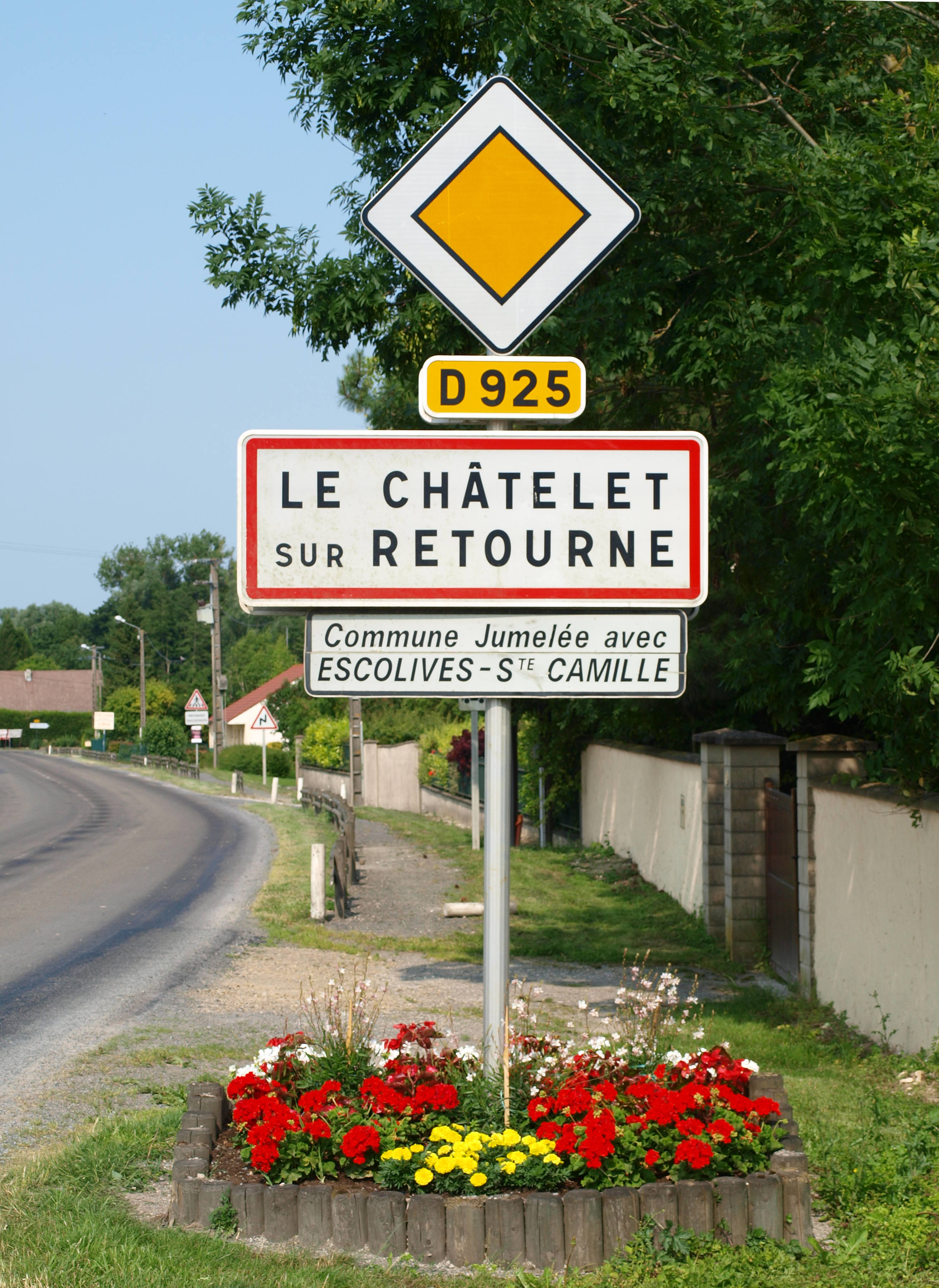
مدخل.
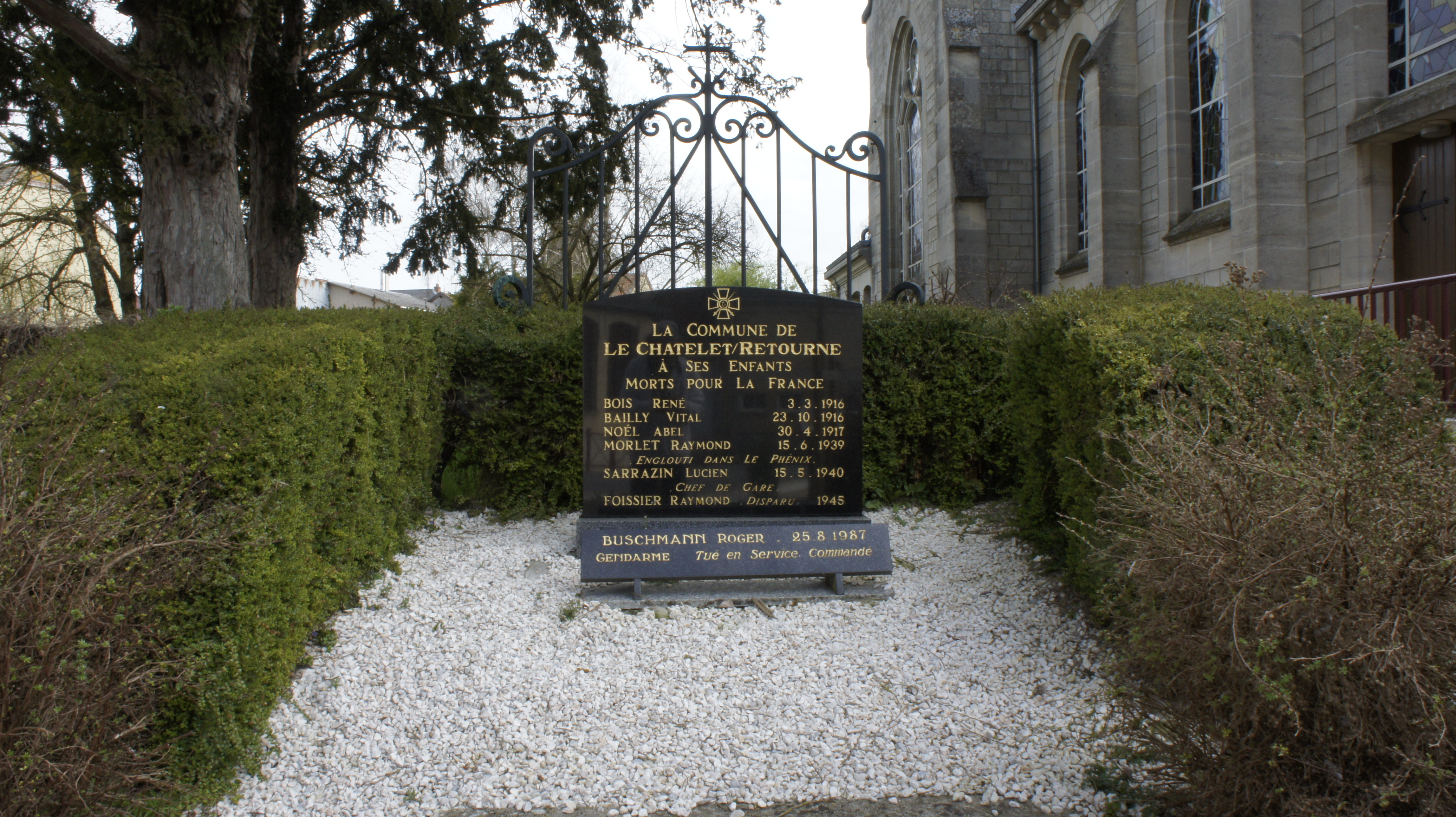
معلم أثري للموتى.